# Halina Jastrzębowska-Sigmund
Halina Jastrzębowska-Sigmund, primo voto Kenar (ur. 23 września 1907 w Zakroczymiu, zm. 31 maja 2003 w Warszawie) – polska malarka i architektka wnętrz, zajmowała się projektowaniem wnętrz, mebli, szkła, wystawiennictwem i grafiką użytkową. W latach 1936–1945 kustosz Muzeum Polski Współczesnej w Rapperswilu.

## Życiorys
Była córką Wojciecha Jastrzębowskiego, pod którego kierunkiem studiowała architekturę wnętrz w warszawskiej Akademii Sztuk Pięknych. Malarstwa uczyła się w pracowni Felicjana Kowarskiego, kończąc studia pomyślnie w 1934. Już w czasie nauki aktywnie uczestniczyła w życiu artystycznym i kulturalnym Warszawy, była członkinią Bloku Zawodowych Artystów Plastyków i Spółdzielni „Ład” od 1935.
Wiosną 1936 powierzono jej wraz z kolegą Stanisławem Appenzellerem zadanie organizacji w salach dzierżawionego przez państwo polskie zamku w Rapperswilu wystawy artystów zrzeszonych w Bloku ZAP. Powodzenie wystawy dało asumpt do stworzenia w pomieszczeniach zamku stałej i zmiennej wystawy pt. „Muzeum Polski Współczesnej”. W pracach nad nią towarzyszył Halinie jej ówczesny (od 2 lipca 1933) mąż Antoni Kenar, a w kraju wiele materiałów przygotowywali koledzy z Bloku ZAP pod nadzorem Wojciecha Jastrzębowskiego. Jastrzębowska pozostała kustoszem Muzeum do 1945.
W czasie II wojny światowej organizowała pomoc i aktywność kulturalną dla polskich żołnierzy internowanych w Szwajcarii, a od 1944 szkołę dla zbiegłych z robót w Niemczech polskich dziewcząt.
Po wizycie w Rapperswil wysłannika z ramienia nowej władzy Jerzego Putramenta kierownictwo Muzeum przejęła przysłana z Warszawy Romana Toruńczyk. Halina Jastrzębowska wróciła do Polski w 1945, pierwszym wojskowym transportem dla internowanych.

## Ordery i odznczenia
- Złoty Krzyż Zasługi (11 lipca 1955)[2]
- Medal 10-lecia Polski Ludowej (19 stycznia 1955)[3]

## Nagrody
- 1934 – nagroda na wystawie IPS[4]
- 1952 – nagroda na ogólnopolskiej wystawie AW i SD[4]
- 1956 – nagroda na wystawie 30-lecia „Ładu”[4]
- 1957 – nagroda na ogólnopolskiej wystawie AW i SD[4]
- 1961 – nagroda na I Targach Wzornictwa Przemysłowego[4]
- 1967 – nagroda na wystawie 40-lecia „Ładu”[4]

## Wystawy

### Wystawy indywidualne
- 1968 – wystawa w Kordegardzie w Warszawie[4]

### Wystawy zbiorowe
- 1952 – I Ogólnopolska Wystawa Architektury Wnętrz i Sztuki Dekoracyjnej w Warszawie[4]
- 1954 – I Ogólnopolska Wystawa Ceramiki i Szkła Artystycznego we Wrocławiu[4]
- 1956 – wystawa Ład XXX w Warszawie[4]
- 1963 – Polskie Współczesne Szkło Artystyczne w Krakowie[4]
- 1967 – 40 lat „Ładu” w Warszawie[4]
- 1969 – Wzornictwo w Przemyśle Szklarskim i Ceramicznym, IWP w Warszawie[4]
- 1969 – Ceramika i szkło. Polska sztuka użytkowa w 25-lecie PRL we Wrocławiu[4]
- 1972 – Künstlerisches Glas aus der VR Polen, Berlin[4]